# Als der Bäckhultbauer in die Stadt fuhr
Als der Bäckhultbauer in die Stadt fuhr, auch Ein Kalb fällt vom Himmel, oder Als Johann ein kleines Kälbchen bekam (schwedisch När Bäckhultarn for till stan, auch schwedisch När Johan fick en liten kalv) ist ein Märchen von Astrid Lindgren.

## Handlung
Johann ist traurig, denn Embla, die einzige Kuh seiner Familie, ist gestorben.
Unterdessen fährt der Bäckhultbauer, ein Großbauer, in die Stadt und kauft dort ein Kalb. Danach besäuft er sich im Wirtshaus. Auf dem Rückweg schläft er auf der Kutsche ein. Doch sein Pferd läuft weiter, es kennt den Weg zurück. Als der Bäckhultbauer aufwacht, hört er ein lautes Brüllen. Er glaubt, es sei der Teufel, und schmeißt das Kalb von der Kutsche. Danach fährt er nach Hause.
Als Johann zum Schneeschippen geht, entdeckt er im Schnee das Kalb. Er nimmt dieses überglücklich mit nach Hause. Doch sein Vater meint, dass es eventuell jemand gehöre, und will sich danach erkundigen.
Johann und sein Vater gehen zum Bäckhultbauern. Dieser merkt, wie wichtig das Kälbchen für Johann ist. Daher schenkt er Johann dieses. Dafür sollen Johann und sein Vater nicht erzählen, wie sie an das Kalb gekommen sind.

## Entstehungsgeschichte
Die Geschichte Als der Bäckhultbauer in die Stadt fuhr stammt aus einer Erzählung von Astrid Lindgrens Vater Samuel August Ericsson. Einst erzählte dieser Astrid Lindgren von einem betrunkenen Gastwirt aus Frödinge, der bei seinem Bruder ein Kalb kaufte. Ericsson half dem Gastwirt, das Kalb in einen Sack zu stecken, sodass der Gastwirt es gut auf seiner Kutsche mitnehmen konnte. Danach ging der Gastwirt in die Kneipe und trank. Auf seinem Rückweg erinnerte er sich nicht mehr daran, ein Kalb gekauft zu haben. Als er plötzlich ein schreckliches Brüllen vom Kalb hörte, glaubte er, dass dieses der Teufel war, und schmiss das Kalb vom Wagen. Diese Geschichte sprach sich in der Gemeinde rum. Als Ericsson erneut auf den Gastwirt traf, fragte er diesen etwas spöttisch, was aus dem Kalb geworden sei. Der Gastwirt ahnte, dass Ericsson über die Geschichte Bescheid wusste. Er antwortete, dass dieses Kalb wirklich eine lange Reise gemacht habe.

## Veröffentlichungen
In Schweden wurde die Geschichte 1951 unter dem Titel När Bäckhultarn for till stan in dem Buch En bil kommer lastad veröffentlicht. Bereits im ersten Monat verkaufte sich das Buch über 30.000 Mal. Im Jahr 1984 erschien erstmals die deutsche Fassung Ein Kalb fällt vom Himmel, als eigenständiges Buch, illustriert von Mary Rahn. 1990 gab es eine deutsche Neuausgabe unter dem Titel Als der Bäckhultbauer in die Stadt fuhr, diesmal illustriert von Marit Törnqvist. Im selben Jahr erschien eine illustrierte Ausgabe von Jutta Timm in der Oetinger Kinderbuchreihe Sonne, Mond und Sterne. 2022 soll, unter dem Titel Als Johann ein kleines Kälbchen bekam, ein neues Bilderbuch herausgebracht werden.
Außerdem erschien die Geschichte auch als Hörbuch auf dem Album Weihnachten mit Astrid Lindgren (2014, ISBN 978-3837308082) unter dem Titel Ein Kalb fällt vom Himmel.

## Rezeption
Der deutsche Kinder- und Jugendpsychiater Michael Schulte-Markwort meint, Ein Kalb fällt vom Himmel sei eine der schönsten Geschichten für „Trauerbewältigung und Trost“. Die Geschichte verbinde „auf wundersame Weise kindliches Allmachtsdenken mit menschlicher Schwäche und der Möglichkeit zur Großzügigkeit“. Für den Leser oder Zuhörer sei sie ein Trost, der sie „gegen manchmal allzuharte Schicksalsschläge wappnen“ möge.
Kirkus Reviews lobt die gut erzählte Geschichte. Diese sei ein Mix aus sanfter Satire und nüchternem Realismus. Die Aquarelle von Marit Törnqvist seien wunderschön und eine tolle Ergänzung zu diesem ungewöhnlichen Blick auf das ländliche Schweden um die Jahrhundertwende.
Natalia Bragaru findet, dass A Calf For Christmas (Englische Ausgabe), wie alle Bücher von Astrid Lindgren, mehrere Ebenen aufweise. Es vermittle Aufklärung über die harten Realitäten des täglichen Lebens auf einem Bauernhof in Schweden, erzähle von der Kluft zwischen den Armen und Reichen, den Traditionen der Bauern, sowie von Liebe, Hoffnung und dem Glauben an Wunder.

## Ausgaben
- Ein Kalb fällt vom Himmel, Verlag Friedrich Oetinger, 1984, ISBN 978-3-7891-1656-8. (Illustriert von Mary Rahn, übersetzt von Senta Kapoun)
- Als der Bäckhultbauer in die Stadt fuhr (Sonne, Mond und Sterne), Oetinger 1994, ISBN 978-3-7891-0501-2. (Illustriert von Jutta Timm, übersetzt von Senta Kapoun)
- Als der Bäckhultbauer in die Stadt fuhr, Oetinger Friedrich GmbH, 1994, ISBN 978-3-7891-6801-7. (Illustriert von Marit Törnqvist, übersetzt von Senta Kapoun)
- Ein Kalb fällt vom Himmel (Sonne, Mond und Sterne), Oetinger 2012, ISBN 978-3-7891-1256-0. (Illustriert von Jutta Timm, übersetzt von Senta Kapoun)
- Ein Kalb fällt vom Himmel (Büchersterne), Oetinger 2017, ISBN 978-3-7891-0819-8. (Illustriert von Jutta Timm, übersetzt von Senta Kapoun)